# Siepensteg 32 (Mönchengladbach)

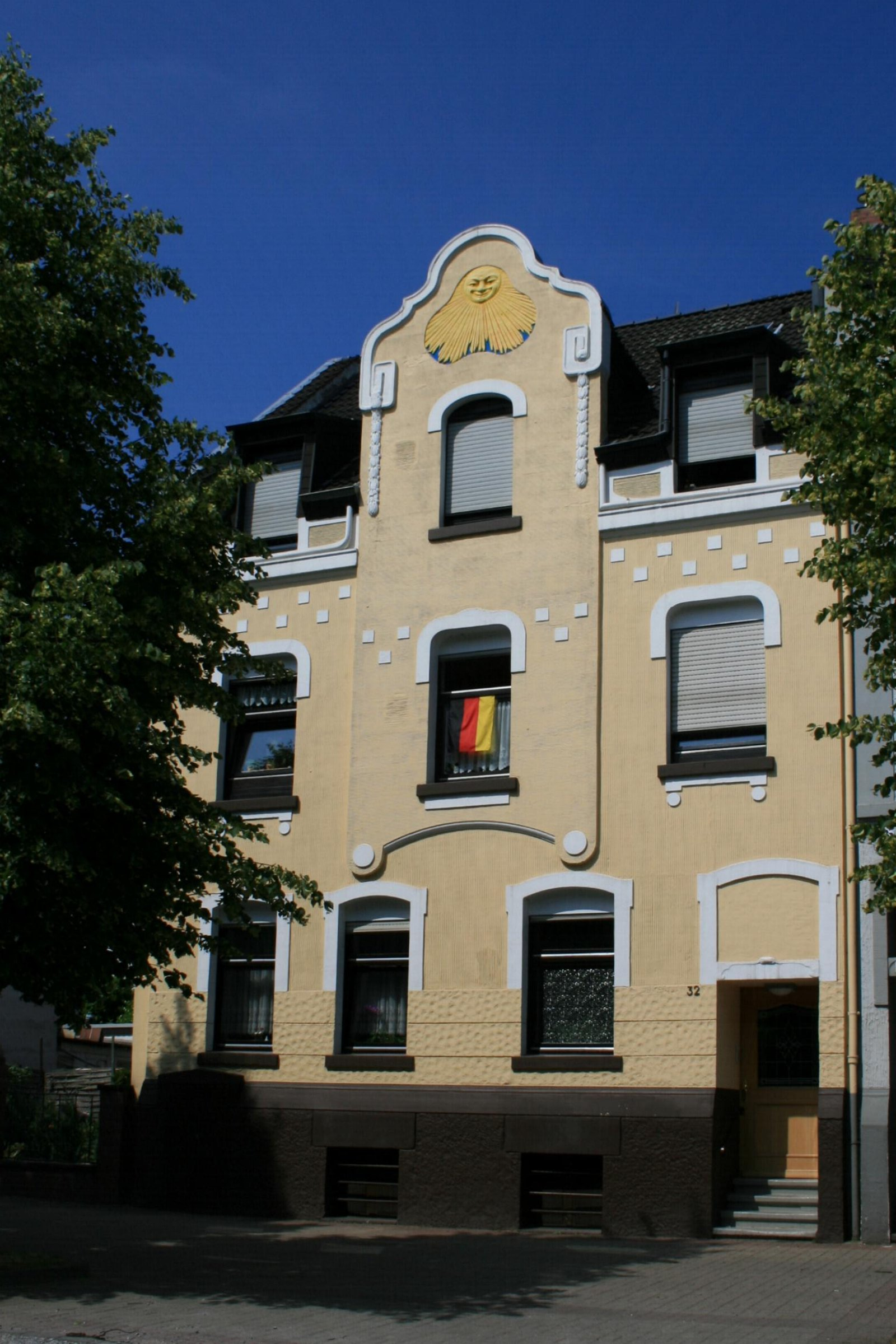
Wohnhaus (2010)

Das Wohnhaus Siepensteg 32 steht im Stadtteil Dahl in Mönchengladbach (Nordrhein-Westfalen).
Das Gebäude wurde 1910 erbaut und unter Nr. S 009 am 26. Januar 1989 in die Denkmalliste der Stadt Mönchengladbach eingetragen.

## Lage
Das Objekt liegt im Sichtbereich der Kirche St. Josef in Hermges.

## Architektur
Das Haus Nr. 32 befindet sich in einer geschlossenen Baugruppe von Jugendstilbauten, die aus den Häusern Nr. 26, 28, 30 und 32 besteht. Es handelt sich um ein zweieinhalbgeschossiges traufenständiges Haus, das um 1910 erbaut wurde. Aus städtebaulichen Gründen liegt eine Unterschutzstellung im öffentlichen Interesse.